# Secretul bibliotecarei
Secretul bibliotecarei prezintă viața lui Belle da Costa Greene, bibliotecara personală a lui J. P. Morgan, precum și primul director al Bibliotecii Publice Morgan. Cartea a fost scrisă de Marie Benedict și Victoria Christopher Murray și a fost publicată în iunie 2021 de Berkeley Books.

## Rezumat
Bella Marion Greener s-a născut într-o familie de origine afro-americană. După ce părinții ai au divorțat, ea și-a schimbat numele în Belle da Costa Greene și a pretins origini portugheze pentru a justifica nuanța mai închisă a pielii. La începutul secolului al XX-lea, ea reușește să își ascundă identitatea de persoană de culoare și urmează studii de specialitate în domeniul biblioteconomiei. Treptat, își croiește drum în înalta societate și va ajunga în final printre cei mai respectați bibliotecari americani. Momentul care o va propulsa în această carieră a fost întâlnirea cu bancherul și colecționarul de artă J. P. Morgan, care o va angaja ca bibliotecară personală. Folosindu-și cunoștințele în domeniu, precum și flerul personal, Belle organizează biblioteca lui Morgan și o transformă într-o colecție impresionantă de cărți rare, manuscrise, incunabule și opere de artă originale. Prin priceperea ei în afaceri, câștigă încrederea lui Morgan, care îi acordă sume uriașe pentru a-i procura cărți și opere de artă extrem de valoroase. De-a lungul evoluției profesionale, Belle se confruntă în permanență cu discriminarea, în încercarea de a-și ascunde adevărata identitate în contextul istoric al epocii. Ea a reușit să devină o femeie independentă, bogată, respectată în societate, iar după transformarea bibliotecii lui Morgan în bibiotecă publică, este numită director al acesteia.

## Scriere și publicare
Marie Benedict a aflat despre Belle da Costa Greene în timpul unei vizite la Biblioteca Morgan din New York, moment în care s-a declanșat fascinația ei pentru Belle și dorința de a descoperi mai multe informații. Totuși, ea a considerat că nu poate scrie despre o femeie de culoare exclusiv din punctul de vedere al unei femei albe. Ulterior, după ce a citit o carte scrisă de Victoria Christopher Murray, și-a dorit să colaboreze și să scrie cartea împreună. Murray, fiind o femeie de culoare, a adăugat detalii personale poveștii, mai ales că bunica ei a trăit aproximativ în aceeași perioadă cu Belle și, la fel ca ea, s-a dat drept albă. Referitor la colaborarea lor, cele două autoare au declarat că împreună au reușit să prezinte povestea lui Belle într-o manieră adecvată, altfel ar fi lipsit mereu o parte, fiecare din ele a suplinit ce îi lipsea celelilalte.
Benedict și Murray au finalizat prima schiță a romanului și l-au trimis editorului lor, dar, în condițiile declanșării pandemiei de COVID-19, procesul de publicare de publicare a fost întârziat.

## Receptare critică
În 2021, cartea a fost numită „Favorites of Favorites” de Library Reads, precum și unul dintre primele zece romane de ficțiune istorică din Booklist. A fost, de asemenea, nominalizat la Goodreads Choice Award pentru ficțiune istorică. Se află pe Lista The New York Times Best Seller.
Cartea a primit recenzii pozitive pe Booklist, unde a fost menționată colaborarea fructuoasă între cele două autoare, fiecare provenind dintr-un mediu diferit, care și-au unit eforturile pentru a exprima veridic viața dublă a protagonistei. Un roman presărat cu umor, senzualitate, dar și introspecție și dramă autentică. Se detașează cu ușurință credința oarbă a lui Belle în valoarea neprețuită a cărților și a artei în general, la care se adaugă emoția, pasiunea și povestea de dragoste dintre Belle și istoricul de artă Bernard Berenson, dar și dorul și înstrăinarea de tatăl ei.
Site-ul Library Journal evidențiază, de asemenea, colaborarea dintre Marie Benendict, care este albă, și Victoria Christopher Murray, care este de culoare. Astfel, fiecare a adus propriul aport în reliefarea aspectelor privind lupta unei femei de culoare într-o societate dominată de bărbați și care reușește să se impună prin incredibila pricepere la cărți, artă și oameni. Este un roman autentic, în care autorii aduc la viață nu doar un personaj, ci și contextul istoric și social, un exemplu de ficțiune istorică ce îi va atrage imediat pe cititori.
În recenzia de pe Publishers Weekly este menționat impactul creat de Benedict și Murray, care captează cu acuratețe pasiunea și tenacitatea Bellei, în drumul ei spre un loc într-o societate rasistă dominată de bărbați. O altă recenzie prezintă romanul drept o lectură captivantă, cu surse bine documentate pentru a păstra realitatea istorică, deși cele două scriitoare își permit și unele derapaje literare, fără însă a altera veridicitatea faptelor importante.
Spre deosebire de recenziile pozitive, Kirkus Reviews consideră că romanul nu excelează în privința structurii narative și a dialogurilor, în special în ceea ce o privește pe Belle. În plus, multe dintre aspectele legate de viața ei sunt insuficient documentate și introduse intenționat pentru a compensa lipsa datelor istorice.